# Viñales
Viñales er en cubansk kommune i Pinar Del Rio provinsen. Byen ligger midt i Viñalesdalen, som er et UNESCO Verdensarvsområde på grund af de limstensbjerge, mogotes, som dominerer området.

## Historie
Før den europæisk løsning, var området et hjemsted en befolkning fuld af bortløbne slaver.
Området blev koloniseret i begyndelsen af 1800-tallet ved at tobaksproducenter fra De Kanariske Øer, der bosatte sig i Vuelta Abajos region .